# むさしのみたか市民テレビ局
むさしのみたか市民テレビ局（むさしのみたかしみんテレビきょく）は、J:COM武蔵野三鷹のコミュニティーチャンネル用に放送される市政番組の製作を行うNPO法人のプロダクションである。

## 歴史
- 1998年（平成10年）、JCN武蔵野三鷹（当時）が放送枠の一部を市民に開放することを提案したことを受けて、1999年（平成11年）2月にプロダクション設立へ向けた「市民テレビコミュニティーチャンネル委員会」が設立された。
- 2000年（平成12年）1月に開局準備室が設立され、その年の3月にJCN武蔵野三鷹との業務提携が開始。
- 同年7月、まずインターネットウェブサイトでの「むさしのみたか市民テレビ局」での放送配信を開始。
- 2001年（平成13年）1月よりJCN武蔵野三鷹でのコミュニティーチャンネル（現：J:COMチャンネル）での放送開始。
- 2002年（平成14年）12月、特定非営利活動法人（NPO法人）認証取得。

## 放送されている内容
- 原則として毎月初めの約一週間を「月刊わがまちジャーナル」、次の約一週間を「市民テレビ映像ファイルアンコールアワー」、その次の一週間を「別冊わがまちジャーナル」、最後の一週間は吉祥寺を題材にした「吉番」という番組をJCN武蔵野三鷹のコミュニティーチャンネルで毎日2回送っている。これらはインターネットでも動画配信されている。